# Gălăoaia
Gălăoaia – wieś w Rumunii, w okręgu Marusza, w gminie Răstolița. W 2011 roku liczyła 82 mieszkańców.